# SLC24A5
El gen SLC24A5 Solute Carrier family 24 Member 5 (también, acarreador de soluto miembro 5 de la familia 24) codifica en el humano para una proteína transmembranal conocida como NCKX5 (Sodium Calcium Potassium Exchanger 5) conocida como intercambiador 5 de sodio/calcio dependiente de potasio. 
Esta proteína acarreadora permite el intercambio de cationes de sodio, potasio y calcio, y su actividad regula la producción de melanina epidémica en humanos.

## Gen
El gen SLC24A5 es un tipo de gen codificante de proteínas; en el Homo sapiens, se encuentra localizado en el cromosoma 15, en el brazo q, en la posición 21.1.

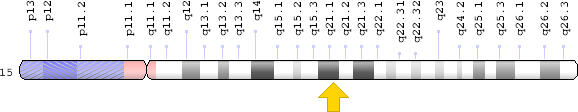
Ubicación del gen SLC24A5 en el cromosoma 15 de Homo sapiens>.

Este gen presenta una secuencia de nucleótidos de 21421 pares de bases y cuenta con nueve exones.

### Homólogos

#### Ortólogos
El gen SLC24A5 cuenta con ortólogos en distintos animales, siendo entre los más destacados el ratón (mus musculus) y el pez cebra (Danio rerio).

#### Parálogos
El gen SLC24A5 tiene como parálogos a los miembros de la familia SLCA24. En el ser humano, se conocen: SLC24A1, SLC24A2, SLC24A3Y y SLC24A4.

## Proteína

### Estructura
La proteína NCKX5 es una proteína acarreadora antiportadora que se encuentra en dos regiones de la célula: en la membrana celular y en la membrana de los melanosomas. Como la mayoría de las proteínas transmembranales, la proteína NCKX5 cuenta con tres tipos de regiones: una que colinda con el espacio extracelular, una transmembranal, es decir, que atraviesa la membrana celular, y una que se encuentra en el espacio intracelular que conecta con el lado trans del aparato de Golgi. De esta manera, la proteína cuenta, según análisis de secuencia, con doce dominios topológicos, es decir, aquellos que no se encuentran en la membrana, seis de ellos citoplasmáticos y seis extracelulares y, por consiguiente, seis sitios transmembranales, es decir, que atraviesan la membrana celular un total de seis veces.
La proteína cuenta con dominios topológicos citoplasmáticos y no citoplasmáticos, así como con una región N, donde se encuentra el amino terminal, una región C, donde se encuentra el carboxilo terminal, y una región H, en medio de estas últimas dos. Al igual que el resto de las proteínas en su familia, la proteína NCKX5 tiene una señal hidrofóbica cerca de su amino terminal y 11 regiones hidrofóbicas adicionales que le permiten interactuar con la membrana fosfolipídica de las células.

### Función
La proteína tiene como función principal el transporte de iones de sodio y calcio y requiere de potasio para su función, por lo que se le denomina dependiente de potasio.
La proteína NCKX5 pertenece a una familia de proteínas de transporte de sodio y calcio conocidas como antiportadores de cationes de calcio (Ca-CA). La función de esta proteína es controlar el flujo de calcio debido a que la concentración intracelular de éste es mayor que la concentración extracelular, por lo que el flujo se da permitiendo la entrada de 4 iones de sodio y la salida de 1 ion de calcio.
Fue demostrado, en peces cebra, que esta proteína es capaz de regular la producción de melanina a través de la modulación de la concentración de calcio, ya que, al permitir su salida, altera su concentración, que en los melanosomas funciona como indicador para el proceso de producción de melanina. De este modo, se observó que, cuando existen altas concentraciones de calcio dentro de los melanosomas, éstos ya no pueden producir melanina, lo que se ve expresado en el fenotipo de los individuos.

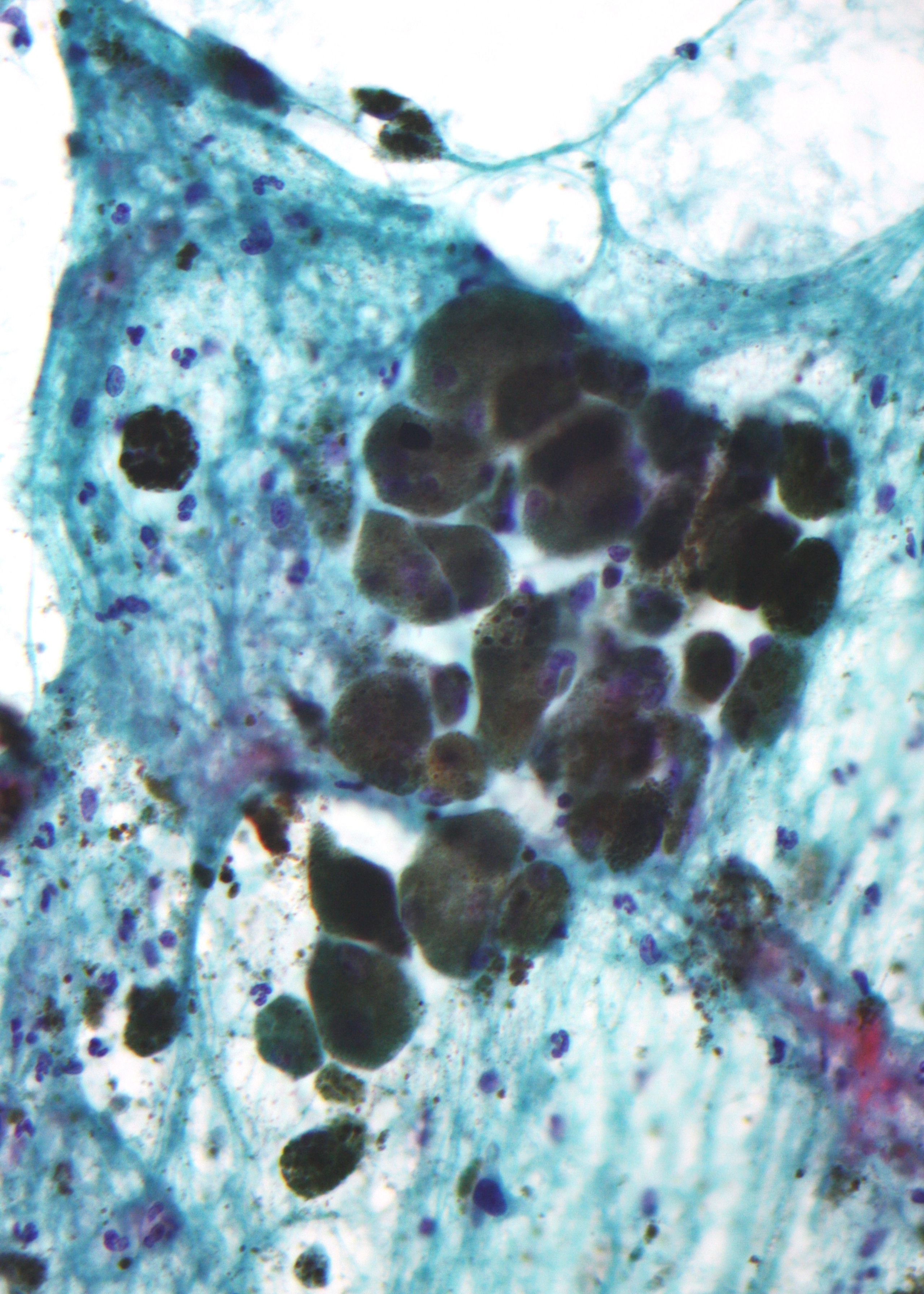
Melanina (en negro), dentro de un melanocito.

Los melanocitos en mamíferos liberan el pigmento producido mediante exocitosis hacia las células epiteliales como respuesta a situaciones extracelulares tales como estímulos hormonales o neurotransmisores. Asimismo, en otras especies, como ranas y peces, los melanosomas se ubican dentro de células especializadas llamadas melanóforos, en los cuales la producción y dispersión de melanina está regulada por la elevación de la concentración extracelular de AMP cíclico.

## Interacciones
La proteína NCKX5 interactúa con otras proteínas:
- ABCB10: Casete de unión a ATP, sub familia B.
- TMEM186: Proteína transmembranal 186.
- SYVN1: Inhibidor sinovial de apoptosis 1, sinoviolina.[14]
- MEOX2: Mesenchyme homebox 2.[15]

## Mutaciones
Se ha demostrado que una variante del alelo  SLC24A5, el gen que codifica NCKX5, se correlaciona con una pigmentación de piel más clara, lo que indica un papel clave del gen SLC24A5 en la determinación del color de la piel humana.
El albinismo oculocutáneo (OCA) es un desorden autosómico recesivo caracterizado por la hipomelanosis en la piel, en el cabello y en los ojos. El OCA se asocia con la agudeza visual reducida, nistagmo, estrabismo y fotofobia. La hipomelanosis se da debido a una deficiencia en la producción, en el metabolismo o en la distribución de melanina. La producción de melanina se lleva a cabo en organelos intracelulares llamados melanosomas, que se encuentran dentro de un tipo especializado de células llamadas melanocitos. Variaciones en la secuencia de ADN, conocidas como polimorfismo de nucleótido único (SNP), donde se cambia una alanina por una treonina en la posición 111, dan como resultado distintos alelos en el gen SLC24A5. Los melanosomas en los melanocitos de un paciente con mutaciones son menos maduros, en comparación con los melanosomas de un paciente sano, lo cual sugiere que la proteína codificada por el gen se requiere en la membrana de los melanocitos para la maduración de los melanosomas, lo que conlleva a la producción óptima de melanina.